# Enicospilus exosus
Enicospilus exosus là một loài tò vò trong họ Ichneumonidae.